# Francesco Panetta
Francesco Panetta, född 10 januari 1963, är en italiensk före detta friidrottare som tävlade i hinderlöpning och i långdistanslöpning. 
Panettas genombrott kom vid EM 1986 i Stuttgart där han blev silvermedaljör på 3 000 meter hinder. Vid VM 1987 i Rom blev han först guldmedaljör i häcklöpning. I finalen noterade han sitt personliga rekord på distansen med 8.08,57. Senare blev han även silvermedaljör på 10 000 meter, där han fick se sig slagen av Paul Kipkoech med nästan 10 sekunder. 
Panetta deltog vid Olympiska sommarspelen 1988 i hinderlöpning men slutade på en nionde plats. En stor framgång blev EM 1990 där han vann guld på 3 000 meter hinder. Året efter var han i final vid VM 1991 i Tokyo men blev bara åtta på 3 000 meter hinder. Han sista stora mästerskapsfinal var finalen på 10 000 meter vid VM 1993 då han blev sexa.

## Personliga rekord
- 3 000 meter hinder - 8.08,57 från 1987
- 10 000 meter - 27.24,16 från 1989